# Циммерн-об-Ротвайль
Циммерн-об-Ротвайль (нем. Zimmern ob Rottweil) — община в Германии, в земле Баден-Вюртемберг. 
Подчиняется административному округу Фрайбург. Входит в состав района Ротвайль.  Население составляет 5860 человек (на 31 декабря 2010 года). Занимает площадь 33,76 км².